# Dharmendra
Dharmendra Singh Deol znany jako Dharmendra (hindi:धर्मेन्द्र सिंह देओल) (ur. 8 grudnia 1935 w Phagwara, w stanie Pendżab (Indie)) – aktor bollywoodzki, członek 14 kadencji (2004-2009) Lok Sabha wybrany z Indyjskiej Partii Ludowej.
Dwukrotnie żonaty. Pierwsze małżeństwo zawarł jako sikh w 19 roku życia z Parkash Kaur, też z sikhów. Dwie ich dorosłe córki żyją w USA, synowie Sunny Deol i Bobby Deol są aktorami (podobnie jak jego bratanek Abhay Deol). Drugą żonę Hemę Malini poznał na planie, po kilku razem zagranych filmach zakochał się w niej grając w parze z nią w Sholay (także u boku Amitabh Bachchana). Mają dwie córki. Jedna z nich Esha Deol też jest aktorką.

## Filmografia
1. Har Pall (TBA)
2. Om Shanti Om 2007.... siebie w piosence "Deewangi Deewangi"
3. Johnny Gaddaar (2007) – Sheshadri
4. Apne (2007) – Baldev Singh Chaudhary
5. Life in a... Metro (2007) – Amol
6. Kis Kis Ki Kismat (2004) – Hasmukh Mehta
7. Hum Kaun Hai? (2004) – Virendra 'Viru' (gościnnie)
8. Kaise Kahoon Ke Pyaar Hai (2003)
9. Bhai Thakur (2000)
10. Jallad No. 1 (2000) – Shankar
11. Meri Jung Ka Elaan (2000) – Ajit Singh
12. Sultaan (2000)
13. Nyaydaata (1999) – DCP Ram
14. Zulm O Situm (1998) – SP. Arun
15. Pyaar Kiya To Darna Kya (1998) – Thakur Ajay Singh (Chacha)
16. Dharma Karma (1997) – Dharma
17. Gundagardi (1997)
18. Loha (1997) – Shankar
19. Mafia (1996) – Fauji Ajit Singh
20. Aatank (1996) – Jesu
21. Himmatvar (1996) – Sultan
22. Return of Jewel Thief (1996) – Police Commissioner Surya Dev Singh
23. Smuggler (1996)
24. Hum Sab Chor Hain (1995)
25. Taaqat (1995) – Shakti Singh
26. Aazmayish (1995) – Shanker Singh Rathod
27. Maidan-E-Jung (1995) – Shankar
28. Policewala Gunda (1995)
29. Jodh Juaari (1994)
30. Maha Shaktishaali (1994)
31. Kshatriya (1993) – Maharaj Prthivi Singh (Surjangarh)
32. Kundan (1993)
33. Dushman Zamana (1992)
34. Kal Ki Awaz (1992)
35. Humlaa (1992) – Bhawani
36. Khule-Aam (1992) – Shiva
37. Tehelka (1992)
38. Virodhi (1992) – Inspector Shekhar
39. Waqt Ka Badshah (1992)
40. Zulm Ki Hukumat (1992) – Pitamber Kohli
41. Dushman Devta (1991) – Shiva
42. Paap Ki Aandhi (1991) – Dharma/Mangal
43. Farishtay (1991) – Veeru
44. Hag Toofan (1991)
45. Kohraam (1991)
46. Mast Kalandar (1991)
47. Trinetra (1991) – Raja
48. Humse Na Takrana (1990)
49. Nakabandi (1990)
50. Pyaar Ka Karz (1990)
51. Qurbani Jatt Di (1990)
52. Vardi (1990) – Havaldar Bhagwan Singh
53. Veeru Dada (1990) – Veeru Dada
54. Shehzaade (1989) – Subedhar Zorawar Singh/Inspector Shankar Shrivastav
55. Sikka (1989) – Vijay
56. Elaan-E-Jung (1989)
57. Batwara (1989) – Sumer Singh
58. Ilaaka (1989) – Inspector Dharam Verma
59. Kasam Suhaag Ki (1989)
60. Hathyar (1989) – Khushal Khan
61. Nafrat Ki Aandhi (1989) – Sonu
62. Sachai Ki Taqat (1989) – Havaldar Ram Singh
63. Ganga Tere Desh Mein (1988) – Cobra/Vijay Nath
64. Paap Ko Jalaa Kar Raakh Kar Doonga (1988) – Shankar
65. Mahaveera (1988) – Ajay Verma
66. Mardon Wali Baat (1988) – Yadvinder Singh
67. Khatron Ke Khiladi (1988) – Balwant
68. Saazish (1988)
69. Sone Pe Suhaaga (1988) – Vikram/CBI Officer Ashwini Kumar
70. Soorma Bhopali (1988)
71. Zalzala (1988) – Inspector Shiv Kumar
72. Jaan Hatheli Pe (1987) – Soni
73. Hukumat (1987) – Arjun Singh
74. Loha (1987)
75. Insaniyat Ke Dushman (1987) – Insp. Shekhar Kapoor
76. Aag Hi Aag (1987) – Sher Singh
77. Dadagiri (1987) – Dharma (Dada)
78. Insaaf Ki Pukar (1987)
79. Mard Ki Zabaan (1987)
80. Mera Karam Mera Dharam (1987) – Ajay Shankar Sharma
81. Watan Ke Rakhwale (1987)
82. Sultanat (1986) – General Khalid
83. Main Balwan (1986) – Inspector Chowdhury
84. Mohabbat Ki Kasam (1986) – Shop-owner
85. Saveray Wali Gaadi (1986)
86. Sitamgar (1985)
87. Ghulami (1985) – Ranjit Singh
88. Karishma Kudrat Kaa (1985) – Vijay/Karan
89. Jhootha Sach (1984)
90. Insaaf Kaun Karega (1984)
91. Baazi (1984) – Ajay
92. Dharam Aur Kanoon (1984) – Rahim Khan
93. The Gold Medal (1984)
94. Jagir (1984) – Shankar
95. Jeene Nahi Doonga (1984)
96. Raaj Tilak (1984) – Zohravar Singh
97. Ranjhan Mera Yaar (1984)
98. Sunny (1984) – Inderjeet
99. Qayamat (1983)
100. Andha Kanoon (1983) – Truck Driver (Guest Appearance)
101. Jaani Dost (1983)
102. Naukar Biwi Ka (1983) – Deepak Kumar/Raja
103. Razia Sultan (Movie) (1983) – Yakut Jamaluddin
104. Meharbaani (1982)
105. Rajput (1982) – Manu Pratap Singh
106. Badle Ki Aag (1982) – Sher Singh 'Shera'
107. Baghawat (1982)
108. Do Dishayen (1982)
109. Ghazab (1982) – Ajay Singh 'Munna'
110. Main Intequam Loonga (1982) – Kumar Agnihotri 'Bitto'
111. Samraat (1982)
112. Tahalka (1982)
113. Teesri Aankh (1982)
114. Aas Paas (1981) – Arun Choudhury
115. Katilon Ke Kaatil (1981) – Ajit/Badshah
116. Krodhi (1981) – Vikramjit Singh/Acharya Shradhanand (Vicky)
117. Professor Pyarelal (1981) – Ram/Professor Pyarelal
118. Putt Jattan De (1981) – Chaudhary Dharam Singh
119. Insaaf Ka Tarazu (1980) – Soldier (Guest Appearance)
120. Alibaba Aur 40 Chor (1980) – Ali-Baba
121. Chunaoti (1980)
122. The Burning Train (1980) – Ashok
123. Ram Balram (1980) – Ram/Bholuram
124. Kartavya (1979)
125. Dil Ka Heera (1979)
126. Giddha (1978)
127. Azaad (1978) – Ashok (Azaad)
128. Dillagi (1978)
129. Phandebaaz (1978)
130. Shalimar / Raiders of Shalimar (1978) – S.S. Kumar
131. Chacha Bhatija (1977) – Shanker
132. Chala Murari Hero Banne (1977)
133. Charandas (1977)
134. Dharam Veer (1977) – Dharam Singh
135. Do Chehere (1977) – Kanwar Pran (Drunkard)/C.I.D. S.P. Shukla
136. Do Sholay (1977)
137. Dream Girl (1977) – Anupam Verma
138. Khel Khiladi Ka (1977) – Shaki Lutera/Raja Saab/Ajit
139. Kinara (1977)
140. Mit Jayenge Mitane Wale (1977)
141. Swami (1977)
142. Tinku (1977)
143. Charas (1976) – Suraj Kumar
144. Maa (1976) – Vijay
145. Main Papi Tum Bakhshanhaar (1976)
146. Santo Banto (1976)
147. Sholay (1975) – Veeru
148. Apne Dushman (1975) – Brijesh
149. Chaitali (1975)
150. Chupke Chupke (1975) – Dr. Parimal Tripathi/Pyare Mohan
151. Dhoti Lota Aur Chowpatty (1975) – Madman
152. Ek Mahal Ho Sapnon Ka (1975)
153. Kahte Hain Mujhko Raja (1975)
154. Pratigya (1975) – Ajit Singh
155. Saazish (1975)
156. Teri Meri Ik Jindri (1975)
157. International Crook (1974) – Shekar
158. Dost (1974) – Maanav
159. Do Sher (1974)
160. Dukh Bhanjan Tera Naam (1974)
161. Patthar Aur Payal (1974) – Ranjeet Singh
162. Pocketmaar (1974)
163. Resham Ki Dori (1974)
164. Jwar Bhata (1973)
165. Jheel Ke Us Paar (1973) – Sameer Rai
166. Loafer (1973) – Ranjit
167. Black Mail (1973/I) – Kailash Gupta
168. Jugnu (1973) – Ashok/Jugnu
169. Kahani Kismat Ki (1973) – Ajit Sharma
170. Keemat (1973) – Mr. Gopal (Agent 116)
171. Phagun (1973)
172. Yaadon Ki Baaraat (1973) – Shankar
173. Anokha Milan (1972) – Ghanshyam "Ghana"
174. Do Chor (1972) – Tony
175. Lalkaar (1972) – Major Ram Kapoor
176. Raja Jani (1972) – Rajkumar Singh
177. Samadhi (1972) – Lakhan Singh/Ajay
178. Seeta Aur Geeta (1972) – Raka
179. Mera Gaon Mera Desh (1971) – Ajit
180. Naya Zamana (1971) – Anoop
181. Rakhwala (1971)
182. Ishq Par Zor Nahin (1970)
183. Jeevan Mrityu (1970) – Ashok Tandon/Bikram Singh
184. Kab? Kyoon? Aur Kahan? (1970) – CID Inspector Anand
185. Kankan De Ole (1970) – Banta Singh
186. Man Ki Aankhen (1970) – Rajesh Agarwal
187. Mera Naam Joker (1970) – Mahender
188. Sharafat (1970) – Rajesh
189. Tum Haseen Main Jawaan (1970) – Sunil
190. Aadmi Aur Insaan (1969) – Munish Mehra
191. Aya Sawan Jhoom Ke (1969)
192. Khamoshi (1969) – Mr. Dev (Patient #24) (Guest Appearance)
193. Pyar Hi Pyar (1969) – Vijay Pratap
194. Satyakam (1969) – Satyapriya Acharya (Sat)
195. Yakeen (1969) – Rajesh/Garcon
196. Aankhen (1968) – Sunil
197. Baazi (1968)
198. Baharon Ki Manzil (1968)
199. Izzat (1968)
200. Mere Hamdam Mere Dost (1968) – Sunil
201. Shikar (1968) – Ajay
202. Chandan Ka Palna (1967) – Ajit
203. Dulhan Ek Raat Ki (1967) – Ashok
204. Ghar Ka Chirag (1967)
205. Jab Yaad Kisi Ki Aati Hai (1967)
206. Majhli Didi (1967) – Bipin
207. Aaye Din Bahar Ke (1966) – Ravi/Prakash
208. Anupama (1966) – Ashok
209. Baharen Phir Bhi Aayengi (1966) – Jitendra Gupta
210. Devar (1966)
211. Dil Ne Phir Yaad Kiya (1966)
212. Mamta (1966) – Barrister Indraneel
213. Mohabbat Zindagi Hai (1966) – Amar
214. Phool Aur Patthar (1966) – Shakti Singh/Shaaka
215. Akashdeep (1965)
216. Chand Aur Suraj (1965)
217. Kaajal (1965) – Rajesh
218. Neela Aakash (1965) – Akash
219. Purnima (1965)
220. Aap Ki Parchhaiyan (1964) – Chandramohan Chopra alias Channi
221. Ayee Milan Ki Bela (1964) (as Dharminder) – Ranjit
222. Ganga Ki Lahren (1964)
223. Haqeeqat (1964) – Captain Bahadur Singh
224. Main Bhi Ladki Hoon (1964)
225. Mera Qasoor Kya Hai (1964)
226. Pooja Ke Phool (1964) – Balraj 'Raj'
227. Bandini (1963) (as Dharminder) – Devendra (Prison Doctor)
228. Begaana (1963)
229. Anpadh (1962)
230. Shaadi (1962)
231. Soorat Aur Seerat (1962)
232. Boy Friend (1961) – Sunil
233. Shola Aur Shabnam (1961)
234. Dil Bhi Tera Hum Bhi Tere (1960)
235. Railway Platform (1955)